# Хункпапа
Хункпапа е едно от седемте племена на западните сиукси или лакота. Почти нищо не е известно за тях преди 1825 г., когато името им за първи път се появява в Договора от 1825 г. Затова се предполага, че те са сравнително ново формирование. През 1849 г. живеят по река Кенънбол. През 1850 г. Кълбъртсън съобщава, че живеят около реките Шайен, Гранд, Кенънбол и Моро като имат общо 320 типита. През 1855 г. генерал Уорън казва, че те живеят на Мисури в района на река Моро и скитат между реките Биг Шайен и Йелоустоун и на запад до Блек Хилс. Той посочва също така, че те по-рано са били силно смесени с шайените. Неговата прогноза за населението им е 365 типита или 2920 души общо. През 1891 г. в резервата Стендинк Рок в Северна Дакота са преброени 571 хункпапа. След това населението им вече не се посочва отделно.

## Подразделения
Около 1850 г. 320 типита и следните подразделения:
- Дяволски шамани – Уакан шича
- Лоши лъкове – Тиназипе шича
- Половин набедреник – Чегнаке окисела
- Спящ котел – Чеохба
- Огърлица от свежо месо – Талонапин
- Болезнен гръб – Чанкаохан
- Тези, които носят
- Огнени сърца – Чантеапета[1][2]

Следващите групи са посочени в 1880 г. от Джеймс Оуен Дорси:
- Чанкаохан – Болезнен гръб (от коня)
- Чеохба – това име е цинично, но може да идва и от чея – плача и охба – сънен
- Тиназипе шича – Лоши лъкове
- Талонопин – Огърлица от свежо месо
- Киглашка
- Чегнаке окисела – Половин набедреник
- Шикшичела – Лоши от различен вид
- Уакан – Тайнство (Тайнствените, свещените)
- Хуншка чантожуха – Торбичка за тютюн в гамашите[3]